# Mistrzostwa Świata w Biegach Przełajowych 1984
12. Mistrzostwa Świata w Biegach Przełajowych – zawody lekkoatletyczne, które odbyły się 25 marca 1984 roku w East Rutherford (Stany Zjednoczone).

## Rezultaty

### Seniorzy

#### Indywidualnie
| Medal  | Zawodnik      | Czas      |
| Złoto  | Carlos Lopes  | 33:25 min |
| Srebro | Tim Hutchings | 33:30 min |
| Brąz   | Steve Jones   | 33:32 min |

#### Drużynowo
| Medal  | Zawodnik | Punkty  |
| Złoto  | Etiopia · Bekele Debele (8) · Adugna Lema (9) · Mohamed Kedir (16) · Dereje Nedi (24) · Eshetu Tura (31) · Wodajo Bulti (46)                  | 134 pkt |
| Srebro | Stany Zjednoczone · Pat Porter (4) · Ed Eyestone (6) · Craig Virgin (17) · John Easker (28) · Jeff Drenth (41) · Mark Stickley (65)           | 161 pkt |
| Brąz   | Portugalia · Carlos Lopes (1) · Fernando Mamede (23) · António Leitão (25) · João Campos (26) · Ezequiel Canario (64) · Joaquim Pinheiro (84) | 223 pkt |

### Juniorzy

#### Indywidualnie
| Medal  | Zawodnik         | Czas      |
| Złoto  | Pere Casacuberta | 21:32 min |
| Srebro | Doju Tessema     | 21:34 min |
| Brąz   | John Castellano  | 21:37 min |

#### Drużynowo
| Medal  | Zawodnik  | Punkty |
| Złoto  | Etiopia   | 21 pkt |
| Srebro | Hiszpania | 34 pkt |
| Brąz   | Anglia    | 68 pkt |

### Kobiety

#### Indywidualnie
| Medal  | Zawodnik         | Czas      |
| Złoto  | Maricica Puica   | 15:56 min |
| Srebro | Galina Zakjarowa | 15:58 min |
| Brąz   | Grete Waitz      | 15:58 min |

#### Drużynowo
| Medal  | Zawodnik                                                                                                 | Punkty |
| Złoto  | Stany Zjednoczone · Betty Springs (9) · Cathy Branta (10) · Sabrina Dornhoefer (16) · Cathie Twomey (17) | 52 pkt |
| Srebro | Anglia · Jane Furniss (5) · Christine Benning (6) · Ruth Smeeth (15) · Carole Bradford (39)              | 65 pkt |
| Brąz   | Nowa Zelandia · Dianne Rodger (14) · Mary O’Connor (19) · Christine Hughes (27) · Sue Bruce (31)         | 91 pkt |

## Tabela medalowa
| Miejsce | Kraj              | Złoto | Srebro | Brąz | Razem |
| 1.      | Etiopia           | 2     | 1      | 0    | 3     |
| 2.      | Portugalia        | 1     | 0      | 1    | 2     |
| 3.      | Stany Zjednoczone | 1     | 1      | 0    | 2     |
| 3.      | Hiszpania         | 1     | 1      | 0    | 2     |
| 5.      | Rumunia           | 1     | 0      | 0    | 1     |
| 6.      | Anglia            | 0     | 2      | 1    | 3     |
| 7.      | ZSRR              | 0     | 1      | 0    | 1     |
| 8.      | Walia             | 0     | 0      | 1    | 1     |
| 8.      | Kanada            | 0     | 0      | 1    | 1     |
| 8.      | Norwegia          | 0     | 0      | 1    | 1     |
| 8.      | Nowa Zelandia     | 0     | 0      | 1    | 1     |